# Bjälksnok
Bjälksnok (Dolichophis caspius) är en ormart som beskrevs av Gmelin 1789. Dolichophis caspius ingår i släktet Dolichophis, och familjen snokar.

## Beskrivning
En slank och mycket lång orm som med sin längd på mellan 100 och 250 cm anses vara en av Europas längsta. Vanligtvis blir den dock mindre; bland öarna i den grekiska övärlden blir den oftast inte mer än en meter lång. Varje fjäll har ett mörkare yttre och ett ljusare mittparti, vilket ger ormen ett svagt längsrandat utseende. I övrigt är färgen på ovansidan hos de vuxna djuren från ljusgrå till blågrå eller rödaktig till mörkbrun, med rödaktigt till orange huvud. Buken varierar mellan att vara klargul, orange, brunaktig eller svart Huvudet är ganska litet och har stora ögon med runda pupiller. Ungdjuren har en ljus rygg med glesa, mörka tvärränder.

## Ekologi
Bjälksnoken förekommer från låglänta områden upp till högländer på 1 600 meters höjd, gärna på solbelysta, steniga områden med riklig buskvegetation. Den kan även förekomma i andra områden med taggiga buskage och i lövskog. Arten är en dagaktiv, snabb och livlig orm som framför allt håller sig på marken, men även klättrar bra i lägre vegetation. Om den hotas, kan den kasta sig upp till halva sin höjd och utdela kraftiga (om än ofarliga) bett. Arten går i vinterdvala under oktober till april.

### Föda
Födan består främst av reptiler som ödlor och andra ormar, men den kan även ta fågelungar, smådäggdjur och stora insekter.

### Fortplantning
Parningen infaller i maj. Under sommaren lägger honan 6 till 12 ägg som kläcks i september. De nykläckta ungarna livnär sig framför allt på små ödlor.

## Utbredning
Bjälksnoken finns från sydöstra Balkan (inklusive många öar i den grekiska övärlden) längs svarta havskusten till Kaukasus och västra Kazakstan. Ett isolat finns i Ungern nära Budapest.

## Hot
Flera exemplar dödas i trafiken när de solbadar på vägar. Några individer dödas av personer som misstar bjälksnoken för en giftig orm. Hela populationen anses vara stor. IUCN listar arten som livskraftig (LC).

## Underarter
Arten delas in i följande underarter:
- D. c. caspius
- D. c. eiselti